# Fédération Internationale de la Presse Cinématographique
Fédération Internationale de la Presse Cinématographique (Fipresci) är ett internationellt filmkritikerförbund grundat i Bryssel, Belgien 1930. Sammanslutningen består av nationella sammanslutningar av filmkritiker och filmjournalister. Den har medlemmar från 50 länder världen över.
Förbundet delar ofta ut priser vid filmfestivaler, till exempel vid Toronto International Film Festival, Filmfestivalen i Cannes, Filmfestivalen i Venedig, Annecys internationella festival för animerad film, Göteborg Film Festival och Stockholms filmfestival. Fipresci har då en egen jury vid sidan av festivalens egna tävlingsjury.
Utöver festivalpriserna delar Fipresci även ut andra priser, inklusive det årliga Fipresci Grand Prix, som tilldelas årets bästa film. Utdelningen sker vid Filmfestivalen i San Sebastián.